# Association for Computational Linguistics
Association for Computational Linguistics (ACL, česky Asociace počítačové lingvistiky) je mezinárodní vědecké a profesní sdružení lidí pracujících na problémech kolem přirozeného jazyka a počítačů. ACL pořádá každoroční letní konference v místech, kde se nacházejí významná výzkumná pracoviště počítačové lingvistiky. Asociace byla založena v roce 1962 pod názvem Association for Machine Translation and Computational Linguistics (AMTCL, Asociace pro strojový překlad a počítačovou lingvistiku). V roce 1968 byla přejmenována na ACL.
ACL má evropskou (EACL) a severoamerickou (NAACL) sekci. Obě pořádají své vlastní konference v letech, kdy se hlavní setkání ACL nekoná na jejich kontinentu.
ACL vydává odborný časopis Computational Linguistics, který je významným fórem pro prezentování výsledků výzkumu v oblasti počítačové lingvistiky a počítačového zpracování přirozeného jazyka. Od roku 1988 pro ACL jeho vydávání zajišťuje vydavatelství MIT Press.
ACL má také svou knižní edici, Studies in Natural Language Processing, kterou pro ni vydává Cambridge University Press.

## Zvláštní zájmové skupiny
V ACL existuje řada tzv. zvláštních zájmových skupin (anglicky Special Interest Groups, SIG), které se zaměřují na konkrétní oblasti počítačového zpracování přirozeného jazyka. V současnosti jsou aktivní např. tyto skupiny:
- Lingvistická anotace: SIGANN
- SIGBIOMED
- Lingvistická data a korpusové přístupy: SIGDAT
- Zpracování dialogu: SIGDIAL
- SIGFSM
- Generování přirozeného jazyka: SIGGEN Archivováno 12. 5. 2008 na Wayback Machine.
- Zpracování čínštiny: SIGHAN Archivováno 24. 9. 2020 na Wayback Machine.
- Jazykové technologie pro společenské a humanitní vědy: SIGHUM
- Lexicon: SIGLEX (SIGLEX je zastřešovací organizace pro SemEval (sémantické evaluace) a SENSEVAL vyhodnocování rozlišení významu slov.)
- Matematika jazyka: SIGMOL
- Strojový překlad: SIGMT Archivováno 26. 4. 2021 na Wayback Machine.
- Strojové učení přirozeného jazyka: SIGNLL
- Parsing (syntaktická analýza): SIGPARSE
- Počítačová morfologie a fonologie: SIGMORPHON
- Počítačová sémantika: SIGSEM
- Zpracování řeči a jazyka pro asistivní technologie: SIGSLPAT
- Počítačové přístupy k semitským jazykům: SEMITIC
- Web jako korpus SIGWAC